# Стоян Топузов
Стоян Димитров (понякога Димитриев)Топузов е български офицер (полковник), командир 3-та рота от 2-ри пехотен струмски полк по време на Сръбско-българската (1885) и командир на 10-и пехотен родопски полк през Балканската война (1912 – 1913).

## Биография
Стоян Топузов е роден на 15 юли 1864 година в Кюстендил. През 1884 година завършва с петия випуск на Военното училище в София и е произведен в чин подпоручик.

### Сръбско-българска война (1885)
По време на Сръбско-българската война (1885) подпоручик Топузов командва 3-та рота от 2-ри пехотен струмски полк, с която взема участие в боевете при Колуница, Брезник, Суковския мост, както и в Пиротското сражение. Служи в тринадесети пехотен полк.
През 1886 г. участва в детронацията на княз Александър I Батенберг, за което е уволнен от армията, но по-късно възстановен на служба.
През Балканската война (1912 – 1913) полковник Топузов командва 10-и пехотен родопски полк. По време на боевете при Кумдере Топузов е тежко ранен и умира от раните си.

## Памет
На полковник Стоян Топузов е наречена улица в квартал „Люлин“ в София (Карта).

## Военни звания
- Подпоручик (30 август 1884)
- Поручик (10 юни 1887)
- Капитан (1889)
- Майор (14 февруари 1900)
- Подполковник (27 септември 1904)
- Полковник (14 април 1910)